# La figlia del mattino
La figlia del mattino (Child of the Morning) è il primo romanzo scritto da Pauline Gedge nel 1977.
Scritto in sei settimane, il romanzo vinse la selezione degli scrittori esordienti di Alberta, in Canada, poco dopo la sua uscita.
È l'unico suo romanzo edito in Italia, dove è uscito per la prima volta nel 1998 tramite la Sonzogno e ha poi avuto una ripubblicazione il 16 novembre 2017.

## Trama
Il libro ha come protagonista Hatshepsut, nota come il "faraone donna". Figlia di Thutmosi I, succedette a quest'ultimo come faraone, e alla madre Ahmose come Grande Sposa Reale, e regnò per vent'anni insieme al nipote adottivo Thutmosi III e ai fidi Hapuseneb e Senmut, che fu il suo amante. Sfidando ogni pregiudizio secondo cui nessuna donna poteva diventare faraone, Hatshepsut si incoronò come tale e si vestì da uomo, pur mantenendo titoli femminili. Sotto il suo regno, numerosi templi in tutto il regno d'Egitto, dalla foce del Nilo al Levante, furono ricostruiti (come il complesso di templi di Karnak a Tebe) o edificati da zero (tra cui il grande tempio Djeser-Djeseru costruito a Deir el-Bahari da Senmut). Fu persino protagonista di alcune campagne militari, e addirittura di una grandiosa spedizione nel lontanissimo paese di Punt. Ma dopo la morte del faraone donna, i suoi successori, a partire da Thutmose III, tentarono in ogni modo di cancellare ogni traccia di lei pur di legittimare la propria successione: eliminarono il suo nome da ogni luogo, distrussero le sue statue e ogni documento da lei firmato, e si presero persino il merito della costruzione del grandioso tempio di Deir el-Bahari.

## Edizioni
- Pauline Gedge, La figlia del mattino, traduzione di Gualtiero De Marinis, Margherita Galletti, Andrea Tuveri, Enzo Verrengia, Milano, Sonzogno, gennaio 1998,  p. 430, ISBN 978-88-454-1072-7.
- Pauline Gedge, La figlia del mattino, collana Le monete, traduzione di Flavio Corbelli, Roma, Lit Edizioni, 27 giugno 2012,  p. 479, ISBN 9788876157295.
- Pauline Gedge, La figlia del mattino, collana LIT - Libri in tasca, traduzione di Flavio Corbelli, Roma, Castelvecchi, 30 aprile 2013,  p. 479, ISBN 978-88-6583-106-9.